# Ivete 50 Anos
Ivete 50 Anos foi um especial realizado pela emissora TV Globo em comemoração aos 50 anos da cantora e compositora brasileira Ivete Sangalo, gravado em 27 de maio de 2022 em Juazeiro, na Bahia, cidade natal de Sangalo.

## Produção
O especial Ivete 50 Anos foi transmitido em 27 de maio de 2022 após a telenovela Pantanal. Simultaneamente com a TV Globo, o especial também foi transmitido pelo canal por assinatura Multishow.
O especial inicialmente seria apresentado por Marcos Mion. por conta do comunicador ter contraído a COVID-19, foi substituído por Érico Brás.

## Repertório
1. "Tá Solteira, Mas Não Tá Sozinha"
2. "Tempo de Alegria"
3. "Abalou"
4. "Sorte Grande"
5. "O Mundo Vai"
6. "Empurra-Empurra"
7. "Pra Frente"
8. "Mexe A Cabeça"
9. "Embaraça No Beijo"
10. "Dançando"
11. "A Galera"
12. "O Doce"
13. "Céu da Boca"
14. "Eva (Pequena Eva)"
15. "Tudo Bateu"
16. "Beleza Rara"
17. "O Ciúme"
18. "Se Eu Não Te Amasse Tanto Assim" / "Frisson" / "Meu Maior Presente" / "Deixo" / "Quando a Chuva Passar" / "Agora Eu Já Sei"
19. "Onda Poderosa"
20. "O Farol"
21. "Festa"
22. "Acelera Aê (Noite do Bem)"

Bis
1. "O Mundo Vai"
2. "Arerê"

## Recepção

### Audiência
O especial alcançou 17 pontos de audiência em São Paulo, aumentando 6% do horário nas semanas anteriores.